# Mezopotámia művészete
A Tigris és az Eufrátesz közötti területen, Mezopotámiában az ókor folyamán sokszínű művészet jött létre. A helyi eredetű kultúrák a Kr. e. 5. évezred és i. e. 539 között játszottak domináns szerepet a történelemben, az ókor fennmaradó részében Mezopotámia elveszítette önállóságát, és olyan nagy birodalmak része lett, mint a Perzsa, a Nagy Sándor-féle és a Szeleukida, a Római, a Pártus-, a Bizánci- és a Szászánida Birodalom.

## Mezopotámia művészetének korszakai[1]
- Őskori művészet (Kr. e. 3. évezredig)
  - Szamarra és Tell Halaf kultúrái (Kr. e. 3500-3250. k.)
  - Ubaid-kultúra (Kr. e. 3250-3000. k.)
  - Uruk-kultúra (első uruki kultúra, Kr. e. 3000-2800. k.)
- Dzsemdet Naszr-kultúra (Kr. e. 2800-2700. évezred eleje)
- Korai sumer városállamok időszaka (Kr. e. 2800-2350 k.)
- Agadei dinasztia kora, akkád hódítások (Kr. e. 2350-2170 k.)
- Sumer reneszánsz (Kr. e. 22-18. század)
- Óbabiloni kor (Kr. e. 18-16. század)
- Kassú kor (Kr. e. 16-12. század)
- Középasszír művészet (Kr. e. 14-11. század)
- Középbabilóni művészet (Kr. e. 12-9. század)
- Újasszír kor (Kr. e. 9-7. század)
- Késő babiloni művészet (Kr. e. 625-539)

## Őskori művészet (Kr. e. 3. évezredig)

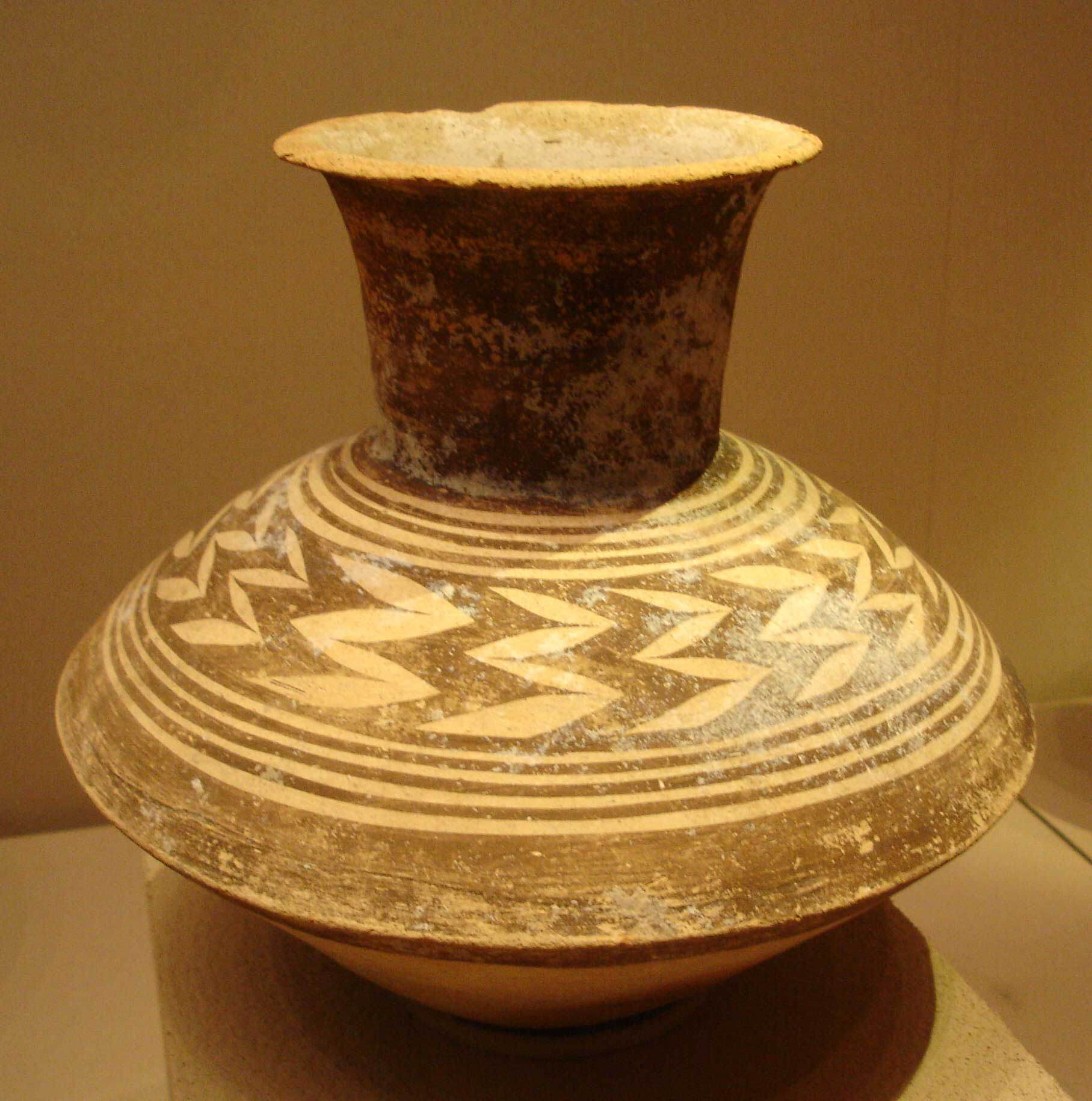
Ubaid-kori kerámia Kr. e. 4500-4000 k. (Boston, Museum of Fine Arts)

A legrégibb emlékek az újkőkorszakból származnak (állatfigurák, égetett agyag női idolok a Kr. e. 7-6. évezredből). A festett agyagedények egész Elő-Ázsiában hasonló fejlődést mutatnak: az egyszínű, bekarcolt vonalas díszítést felváltották a többszínű, gazdag díszítésű edények.
A Kr. e. 5. évezredben két nagy helyi kultúra különül el, a Tell Halaf és Szamarra. Tell Halafé É-ÉNy-i földművelő és állattenyésztő kultúra volt. Változatos geometrikus motívumok, árnyképszerűen festett figurák, csíkozott edényfelület jellemzi. E kerámia Elő-Ázsia nagy részén elterjedt. A Szamarra- vagy Hassuna-kultúra kerámiáit centrális kompozíció forgó motívumok jellemzik, ezekbe geometrizált figurális elemek is kapcsolódhatnak (emberalak, kecske, hal, madár).
Dél-Mezopotámia a Kr. e. 5-4. évezred fordulóján települt be, valószínűleg a mai Irán felől. A sumerek előtti emberek hozták létre az Eridu- és az Ubaid-kultúrát. A kort a rézmegmunkálás kezdetei, a fazekaskorong elterjedése, nagyobb méretű, döngölt falú sejtépítkezés, csekély művészi értékű kerámia jellemzi. Tepe Gawra kerámiája figurális díszítést alkalmazott, itt jelent meg a pecsétnyomó. Az Ubaid-kor végén Eriduban megjelent az első magas épület, a zikkurat elődje. A Kr. e. 4. évezredben a kerámia ismét fejlődni kezdett a Szúszából érkező minták hatására.
A Kr. e. 4. évezred végén az előző kultúráktól ösztönözve jelent meg délen az uruki kultúra. A kerámia iparcikké vált, művészi értéke fokozatosan megszűnt. Fellendült az építészet, jellegzetes az ún. szíjtégla (20 x 9 x 9 cm méretű, napon szárított tégla) és az épületeket díszítő sarokrizalit. Az uruki kor elejét nyúlra emlékeztető torz idolok jellemzik. Megjelent a pecséthenger (pecsétlőkő). A pecsétlőkövek vésetei állatokat (háziállatokat is), szertartásokat, épületeket ábrázolnak. Az uruki kor végén jelentek meg az akkádok elődei és sumerek.

## Dzsemdet Naszr-kor (Kr. e. 2800-2700 k.)

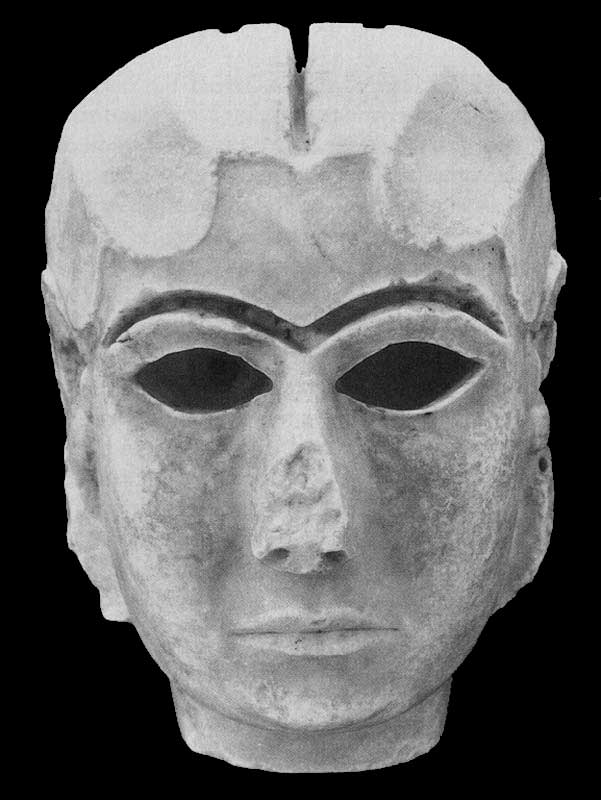
Az Uruki fej

Ez bizonyítottan a sumerekhez köthető kor. Leginkább Dél-Mezopotámiához kapcsolható. Régészeti-művészeti emlékei az uruki korhoz kapcsolódnak. Urukban a régebbi épületek újjáépültek, bonyolultabb alaprajzzal, melynek jellemzője, hogy egy nagy és hosszú helyiség két oldalához kisebb helyiségek sora kapcsolódik. A későbbiekben ilyen lett a mezopotámiai templom tipikus alaprajza. A sarokrizalit és a sarokbővítmények eltűntek. A templomok gazdag díszítéssel bírtak, megjelent a falból kiemelkedő dombormű, félszobor. Egy ilyennek lehetett része az ún. Uruki női fej. Berakásos szemöldök, szem és haj díszítette. Uruk III. rétegéből került elő Mezopotámia legrégibb sztéléje, a bazaltból készült Oroszlánvadászat, amin érvényesül a legnagyobb felületek törvénye, amit egyébként Mezopotámiában nem alkalmaztak olyan mereven, mint Egyiptomban.
Számos kőedény is fennmaradt, részben figurális díszítéssel, részben színes mozaikberakással, növényi motívumokkal. A pecséthengerek az uruki kor témáit folytatták. Fokozatosan kialakult az egy irányba futó, végtelen lenyomatot adó típus. A motívumok egyre stilizáltabbá váltak.
Sajátosan a Dzsemdet Naszr-korra jellemző a vésés helyett fúrással megmunkált kemény kőből készült pecsétlő kő. Ennek stílusát gömbökből kialakított állatok jellemzik.
A kultúra elterjedt északra is: Nippur, Kis, Esnunna. Feltételezhető, hogy ez a kultúra az egykorú egyiptomi Nagada II-vel kapcsolatban állt (mezopotámiai stílusú tőr, aminek anyaga tipikusan egyiptomi: vízilócsont). Szíria felé Tell Brak városa volt az összekötő kapocs.

## Korai sumer városállamok időszaka (Kr. e. 2800-2350 k.)
Számos mozzanat fűzi az előző korhoz: a glyptika szerves, érett folytatása az előzőeknek, Urukban folytatódott a szíjtégla-építkezés, csak ezután jelent meg a korszakra általánosan jellemző plánkonvex tégla (lapos-domború). A sumerok véglegesen magukéhoz csatolták az északi területeket (Diyala-völgy, ÉK-Szíria). A korszak művészete három szakaszra osztható.

### Átmeneti szakasz
A templomalaprajz kissé módosul (Hafagah, Sin-templom). A kultikus helyiséget a hosszanti csarnok végéhez helyezték, a bejáratot a hosszabb fal átellenes végébe helyezték, így L alakú térelrendezés jött létre. A pecsétlőköveken új stílus alakult ki a végtelenített kompozíció fokozatos absztrakttá válása során, az ún. brokát-stílus. Erősen stilizált állatok jellemzik több sorba rendezve.

### Mesalim-kor
A korban először meghatározott személyekhez köthető politikai változások zajlottak. Fennmaradt ugyanis Mesalimnek, Kis város királyának fogadalmi buzogánya, tetején Sumer politikai hatalmának jelképe, az oroszlánfejű sas (Imdugud), oldalán egymás hátára ugró, berakásos szemű oroszlánok. Az építészetben az alaprajz változatlan maradt, a méretek azonban megnőttek, és megjelent a királyi palota mit épülettípus. A templom és palota falát is gyakran ovális fallal vették körül. Városfalak is épültek, mint Uruk 9,5 km hosszú, két kapuval és mintegy 900 félkör alakú bástyával tagolt fala a Kr. e. 2. évezred közepén. A hagyomány ezt Gilgames alakjához kapcsolja.
A pecséthengereket és a reliefeket is sematizálódás jellemzi. Az alakok alig emelkednek ki a háttérből, tér nélkül, zsúfoltan helyezik el őket. A reliefek kultikus jeleneteket ábrázolnak, a pecséthengerek új témaköre az alakos fríz: hátsó lábukon álló bikák, keveréklények. Itt tűnik fel először a bikaember ábrázolása, aki rendszerint a kompozíció középpontján áll, de ez a középpontúság a fríz végtelenségét nem szünteti meg.
A szobrászat a Diyala-völgyben virágzott. Támasz nélküli kerekszobrok, melyek a váll és a kéz kialakításánál esetlenek. Arányaikra geometriai kiszámítottság, de nem merev szimmetria jellemző. A szemek intarziásak. Rézszobrok is kerültek elő.

### Ur I - Lagas-periódus (Kr. e. 2650-2350)

Az uri standard háború-oldala

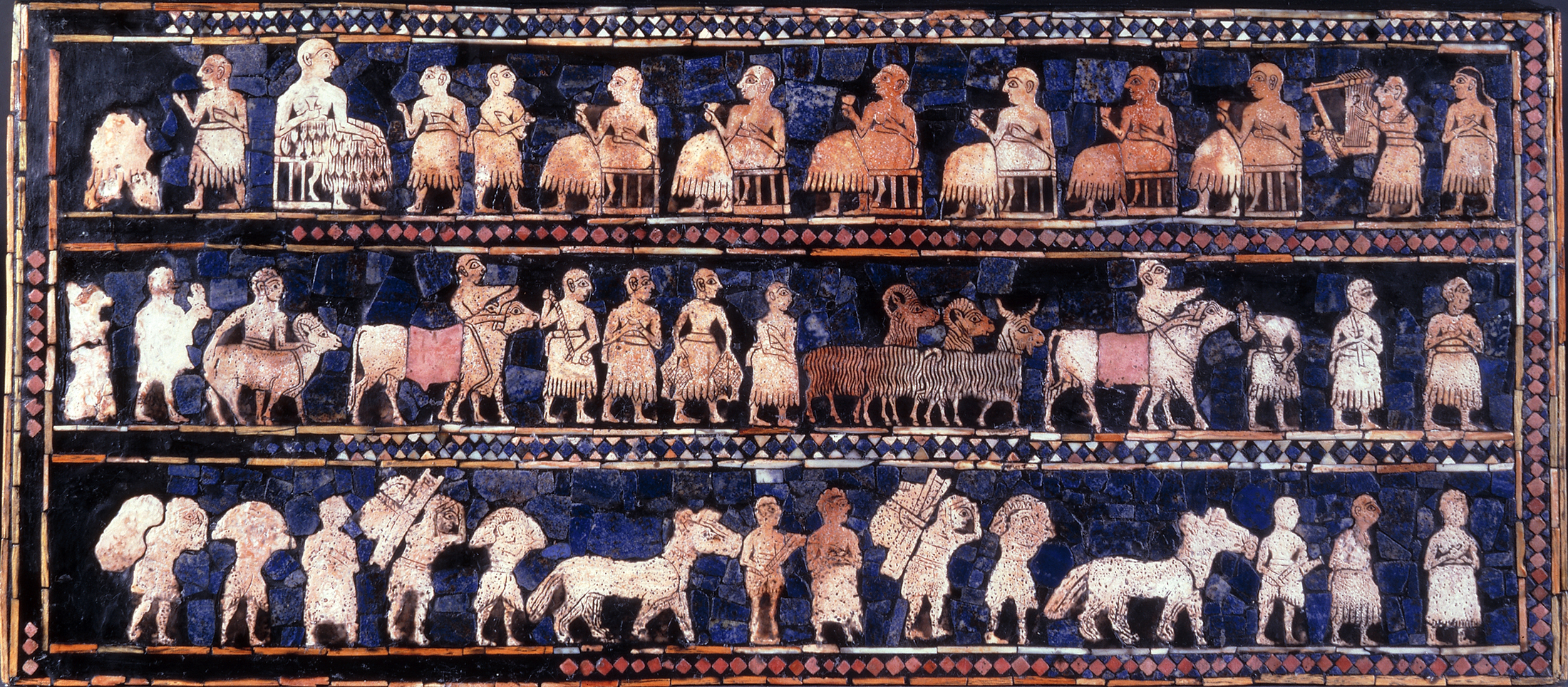
Az uri standard béke-oldala

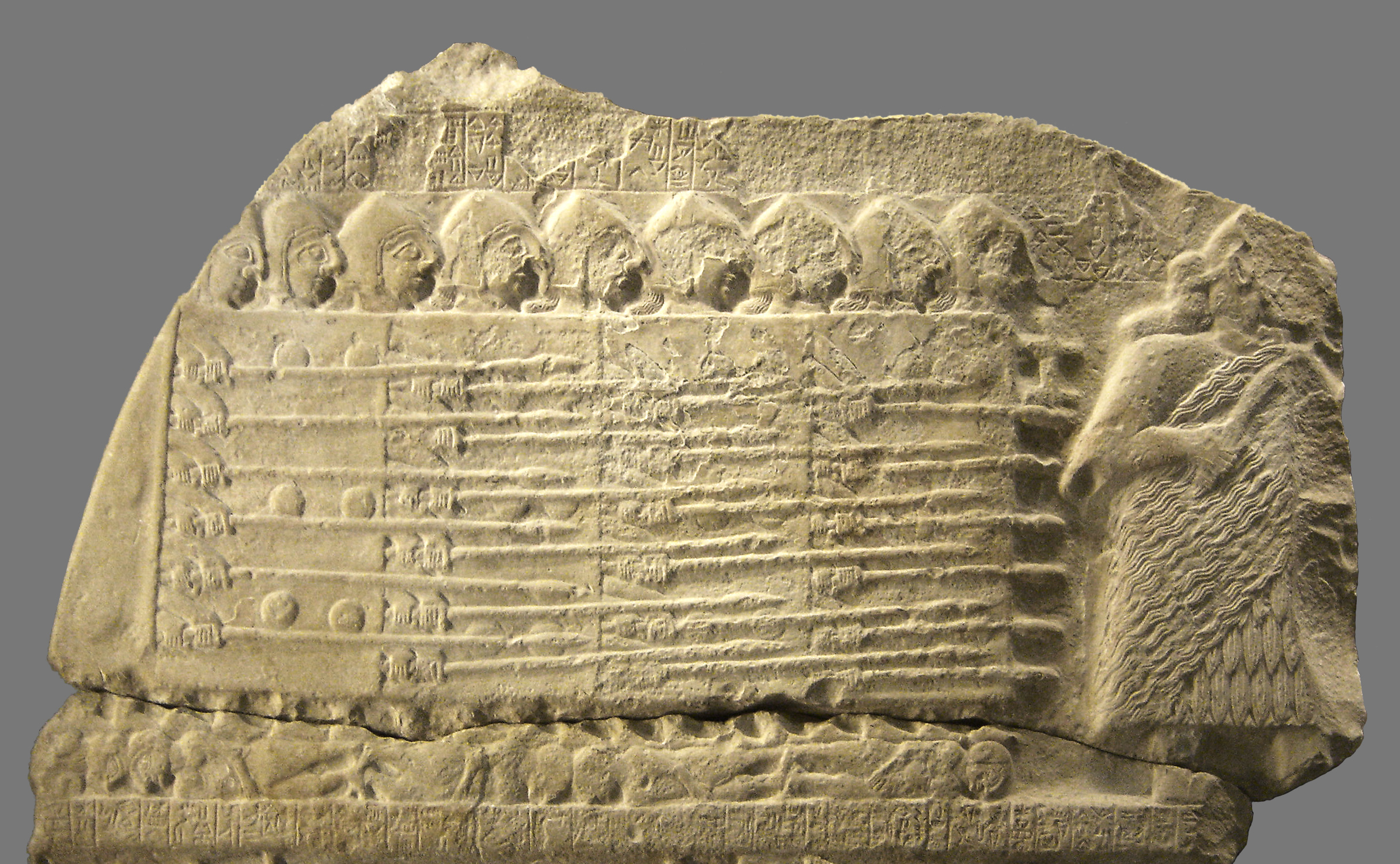
A keselyűsztélé

A két legfontosabb lelőhelyről, Ur I-es rétegéről és Lagasról kapta nevét. A sumerek művészete egyre nagyobb területekre hatott (Assur, Mári), azt is lehetne mondani, hogy egész Mezopotámiát meghódította. A korszak a társadalmi differenciálódás időszaka, a templomgazdaságok egymástól függetlenné váltak. Egyre jelentősebbé vált a zikkurat. A városokat mindenütt falak vették körül, a templomnegyedeket külön falrendszer övezte. A legjellemzőbb leletegyüttes Ur városából került elő: 16 aknasír (királysírok) és több mint 1800 egyszerű sír. Az aknasíros temetkezés Mezopotámiából eddig ismeretlen volt. A sírokból ismerni a képzőművészet emlékeit. A pecséthengerek az alakos frízek témáit folytatták. A korszak végére általánosan elterjedt az uri királysírokból is ismert két-ötalakos állatviadalos kompozíció, ami a frízkompozíció felbomlásából született. Új téma továbbá a lakomajelenet. A legszebb alkotások a sírokból előkerült fémtárgyak: arany sisak, domborított lemezből készült edény, gyeplővezető gyűrű, tőrhüvely, ékszerek, ezüst csónakmodell. Ezek mutatják az ötvösművészet fejlettségét. Új művészeti ágként jelent meg az intarzia, amihez nemesfémeket, kagylót, drága- és féldrágaköveket, mészkövet használtak (pl. a sírok hárfái). A legszebb és legjelentősebb emlék az ún. uri standard, melynek két oldala a háborút és a békét ábrázolja.
Mári szobrászata az előző korszak provincializmusát folytatta, de a felületek gondosabban kidolgozottak. Lagas domborműművészetének alapját a Mesalim király után egy-két nemzedékkel uralkodó Ur-Nanse fogadalmi domborműve vetette meg. Technikailag nem haladja meg az előző kor színvonalát, kompozicionálisan azonban fejlettebb: a kép eszmei középpontjában áll a király. Kiemelő eszközként ekkor jelent meg először a felnagyítás. A lagasi művészet legkiválóbb emléke a keselyűsztélé.

## Az agadei dinasztia kora (Kr. e. 2350-2170)
Dél-Mezopotámia gazdasága hanyatlani kezdett, ezért az északi területek jutottak fontos szerephez. Az agadei dinasztiát Sarrukín alapította, Kis város királya, egész Mezopotámiát egyesítő hatalmat hozott létre. A kor művészetét csak szórványleletekből ismerjük. Az azonban megállapítható, hogy szervesen kapcsolódott sumer hagyományokhoz.
Az építészet újításai: a templomok hosszú, központi csarnokának végét elfalazták és kialakították a cellát, a belső szentélyt; jelentőségre tett szert a központi udvar. A szobrászatnak csak torzói kerültek elő, tömbszerű, kúp alakú szobrok, gondos felületkezeléssel. A kéz imádkozó gesztussal a törzshöz tapad. Új vonás az izmok érzékeltetésére való törekvés. A kor legjelentősebb alkotása a valószínűleg Sarrukínt ábrázoló bronzfej, mely Ninivéből került elő.
A pecsétlőkövek elveszteni látszanak mitológiai szerepüket, a vésnökök egyes jeleneteket szabadon kiemeltek, összefüggéseikből kiragadtak, főképp a párharcokat. Új téma az istenség elő lépő ember. Új mitológiai témák Samas isten felkelése a keleti hegyekben, éjjeli utazása bárkán, Etana útja a sas szárnyán, hátán szárnyas ajtót hordó bika. Az Etana-pecséthenger a távlat érzékeltetésének egyik legkorábbi kísérlete. Számos korábban is előforduló téma is felbukkan, immár nagy számban: életfa két oldalán állatokkal, edényből széles ívben ömlő víz, kalászattribútummal jelzett termékenységisten. A pecséthengerek kompozíciója ebben a korban zárttá vált.
A reliefművészet kiemelkedő emléke Narám-Szín győzelmi sztéléje. Részletei közül sok sablonként köszön vissza a későbbi képzőművészetben.

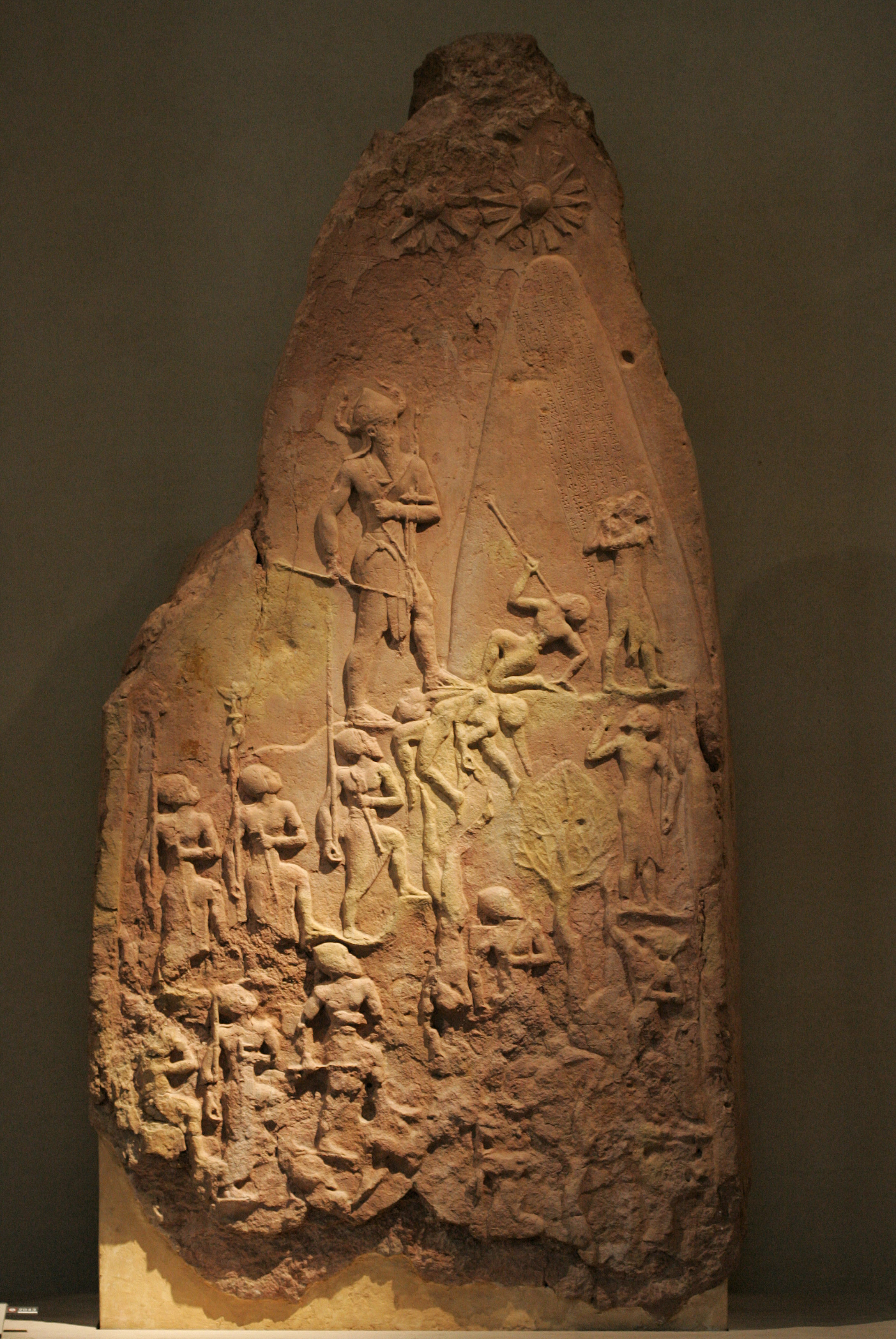
Naram-szin győzelmi sztéléje

## Sumer reneszánsz (Kr. e. 22–18. sz.)
A sumer reneszánsz kifejezés a III. uri dinasztia és az ezt követő Íszín–Larsza-periódushoz kapcsolható. Az önálló városállamok vetélkedésének kora. A művészet minden téren az agadei korszak folytatása, a művészek rutinosabbakká váltak, merev konvenciók alakultak ki. A korszak végén megkezdődött a sumerok beolvadása.
Lagas város művészete ismét virágzott Gudea korában. Gudeának rengeteg szobra került elő, mindent dioritból faragták. Gudea állva, ülve, imádkozás közben látható. A szobrok tömbszerűek, arányaikat maga a kő szabta meg. Merevségüket fokozza az arcvonások egyénítettséget nélkülöző mivolta. Elevenebb a Lagasi szépasszony elnevezésű szobor.
A domborműveken a legnagyobb felületek törvénye uralkodik, de érzékeltetik az ábrázolt felvonulók dinamizmusát.
A III. uri dinasztia (kb. Kr. e. 21. század) öt uralkodója építtető tevékenysége számottevő. A dinasztiát alapító Ur-Nammu emeltette székvárosában az uri zikkuratot. A mintegy 90 m magas, 62×43 m alapterületű építmény lépcsőzeteiből négyet épségben találtak. Agyagtéglából épült, vastag falai vörösek voltak, szélesebb oldalán két oldalsó és egy, a falra merőleges lépcső vezetett a harmadik teraszra, melyen a kultikus helyiség állt.
A kor glyptikájaában legelterjedtebb téma az ún. „felvezetési jelenet” konvencionális megfogalmazása.
A terrakotta reliefművészetet nem kötötték olyan merev szabályok, mint a művészet többi ágát. Ennek témái is újszerűek: ökörhajcsár, kölykeit szoptató szuka (valószínűleg egy istennő szent állata), ölelkező pár, mutatványos és majma, kézművesek munka közben, zenészek, szoptató anya, napkorong-fejet viselő ember megölése. Stílusuk jóval szabadabb, mint a hivatalos művészet emlékeié. A terrakottaművészet csúcspontja a 2. évezred eleje, mikor az akkád jellegű művészet jobban érvényesülhetett.

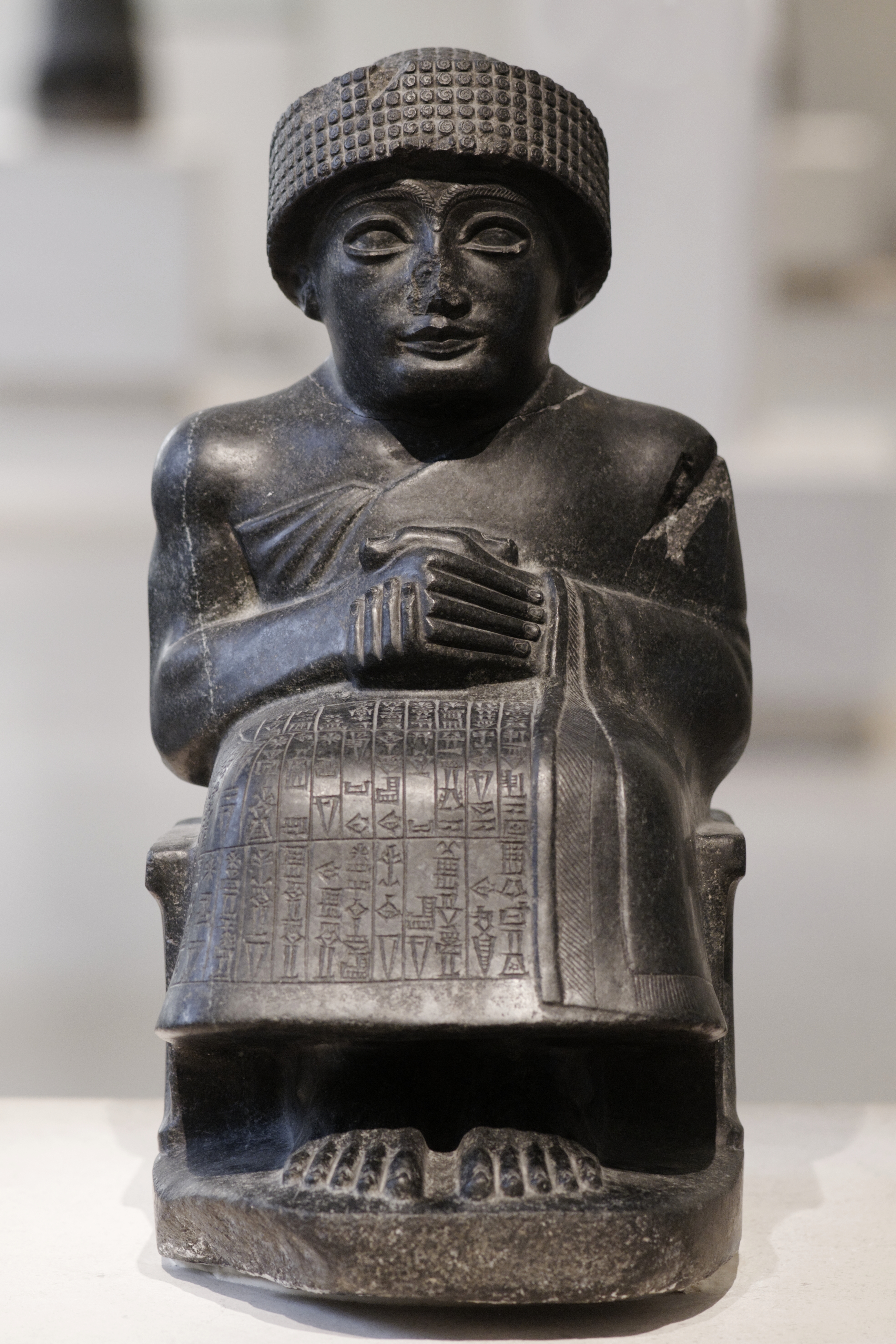
Gudea szobra(Louvre)
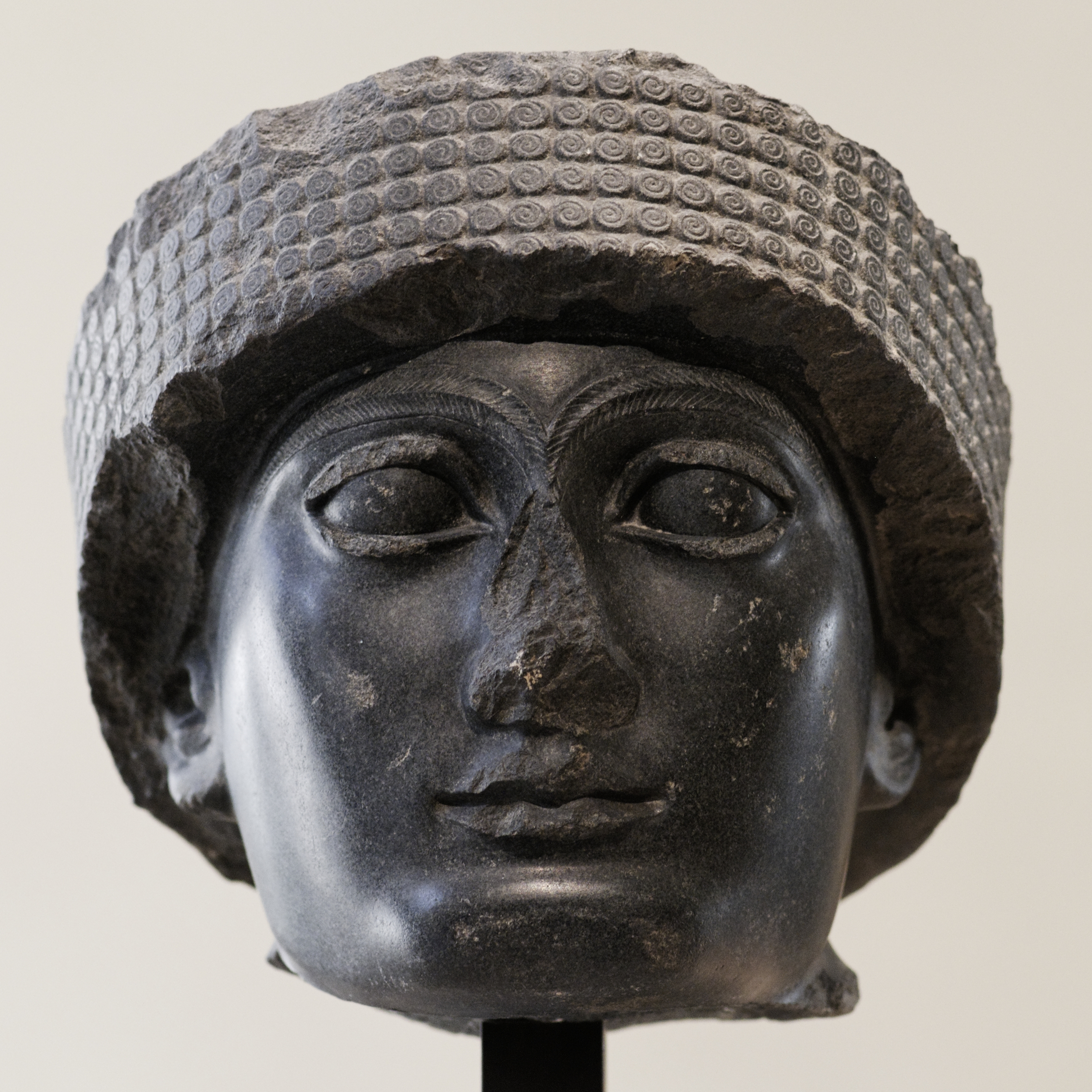
Gudea (Louvre)
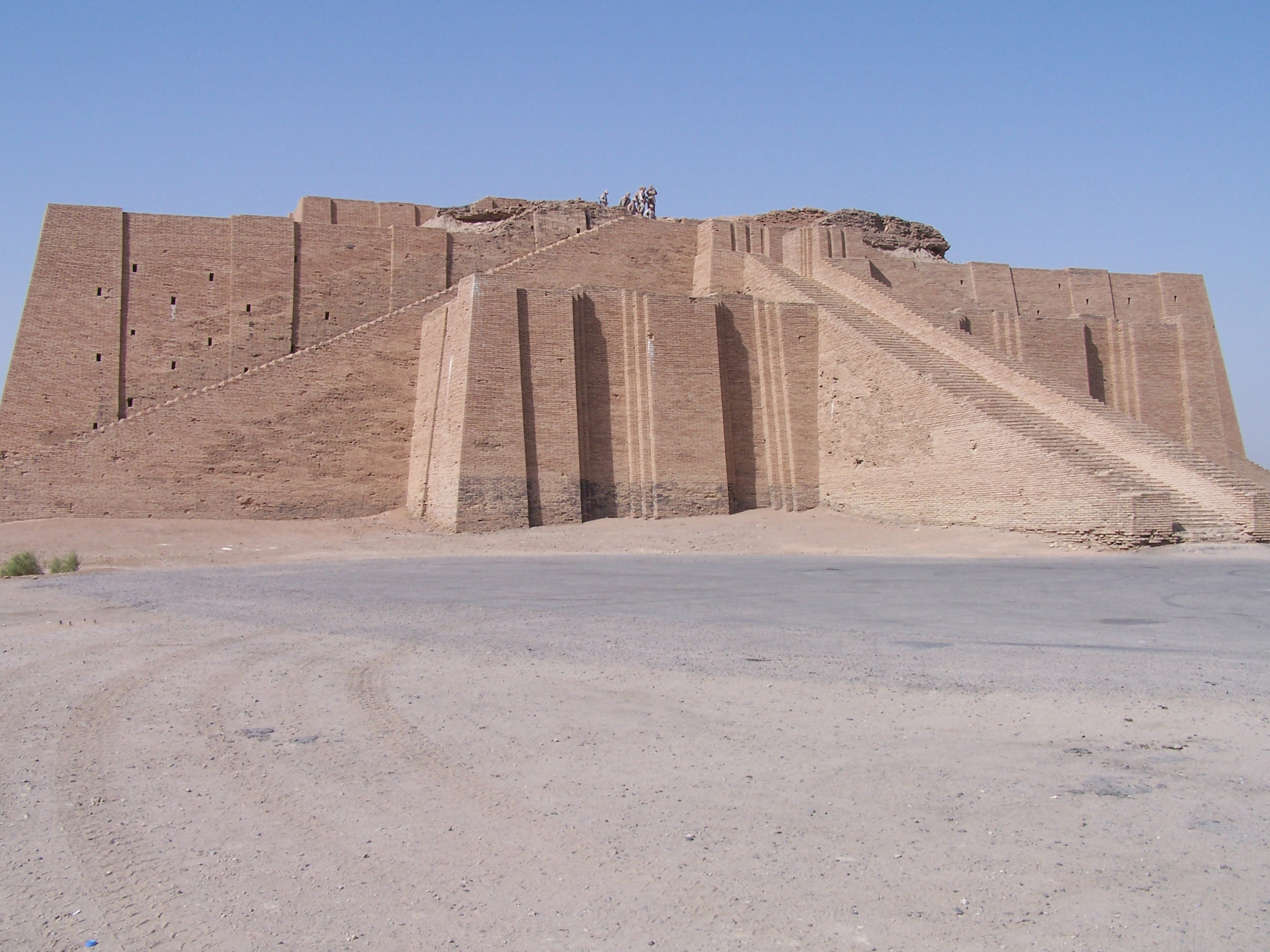
Az uri Nagy Zikkurat

## Mári-óbabilóni kor (Kr. e. 18-16. század)

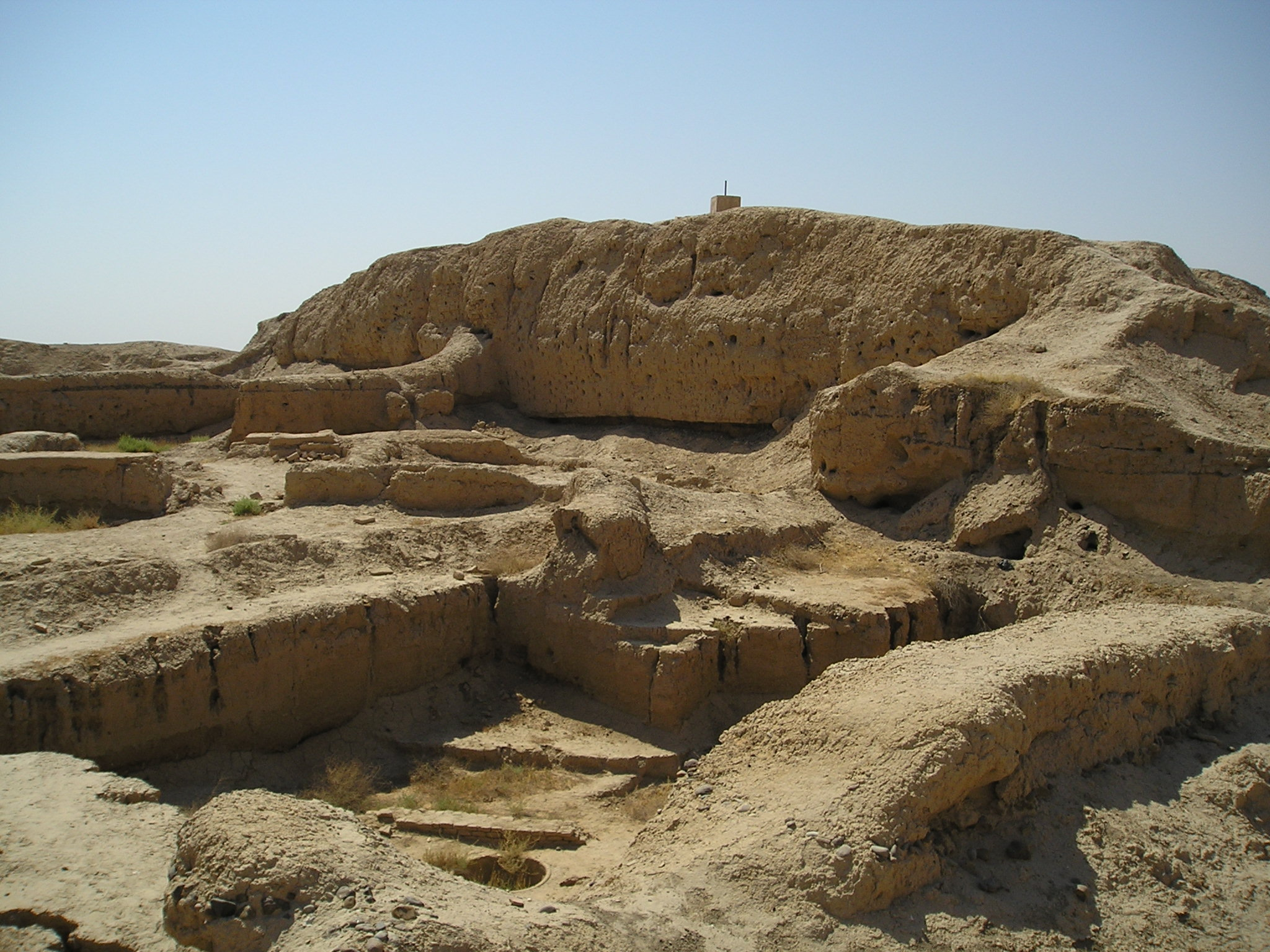
Mári zikkuratja

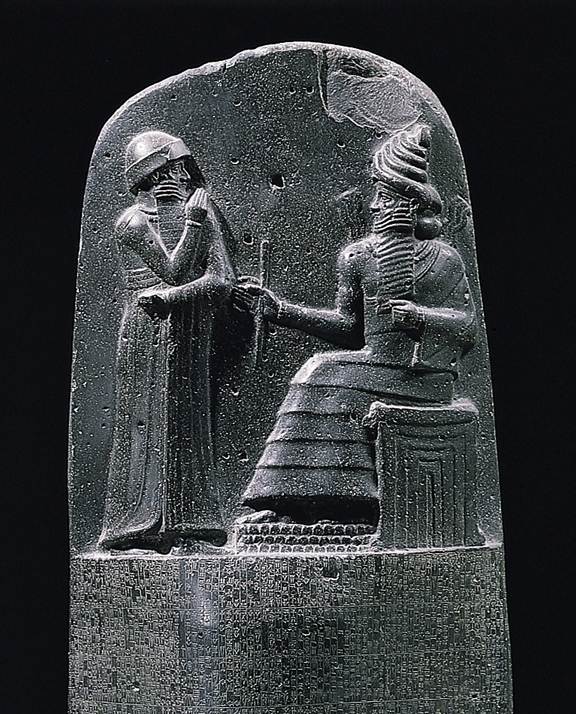
Hammurápi sztéléje

A kor művészete hiányosan ismert. A kor legjelentősebb városának, Babilonnak legalsó rétege talajvíz miatt feltáratlan, így az emlékeket csak másik országba (főképp Elámba) hurcolt emlékekből ismerjük.
Több lelet került elő Máriból (Tell Hariri). Mári önállósága Hammurapi hódításával ért véget, addig művészete is virágzott. Az egységes tervezésű királyi palota központjában két hatalmas udvar, melyeket csak egyetlen bejáraton keresztül lehet megközelíteni. Az udvarokat, főleg a kisebbet gazdag falfestmények díszítik. Fekete, vörös, narancs, sárga, kék, zöld és fehér színek, a kontúrokat fekete vonal alkotja, színátmenet nincs. Gyakran szőttes benyomását keltik. Az ábrázolások figurálisak (állami szertartások) vagy tisztán ornamentálisak. A kerekplasztika minden emléke gondosan csiszolt, a szobrok hengerszerűek, a formákat vésett vonal jelzi.
Babilon művészete még egész Mezopotámia meghódítása után sem alkotott önállót. Legnevezetesebb emléke Hammurápi sztéléje, ami a kompozíciót tekintve önállótlan, epigon. Erénye viszont a gondosan csiszolt felület, a mély véset, lényegre szorítkozó egyszerűség.
Megmaradt néhány szép bronz öntvény, helyenként aranyberakással: térdelő, imádkozó alakok, állatok, négyarcú istenség.
A korszak végén a fő megrendelő a királyi udvar és a templom. Jelentős építkezés nem zajlott, a babilóni birodalom gyengült, majd megdőlt a kassú törzsek miatt.

## Kassú kor (Kr. e. 16-12. század)

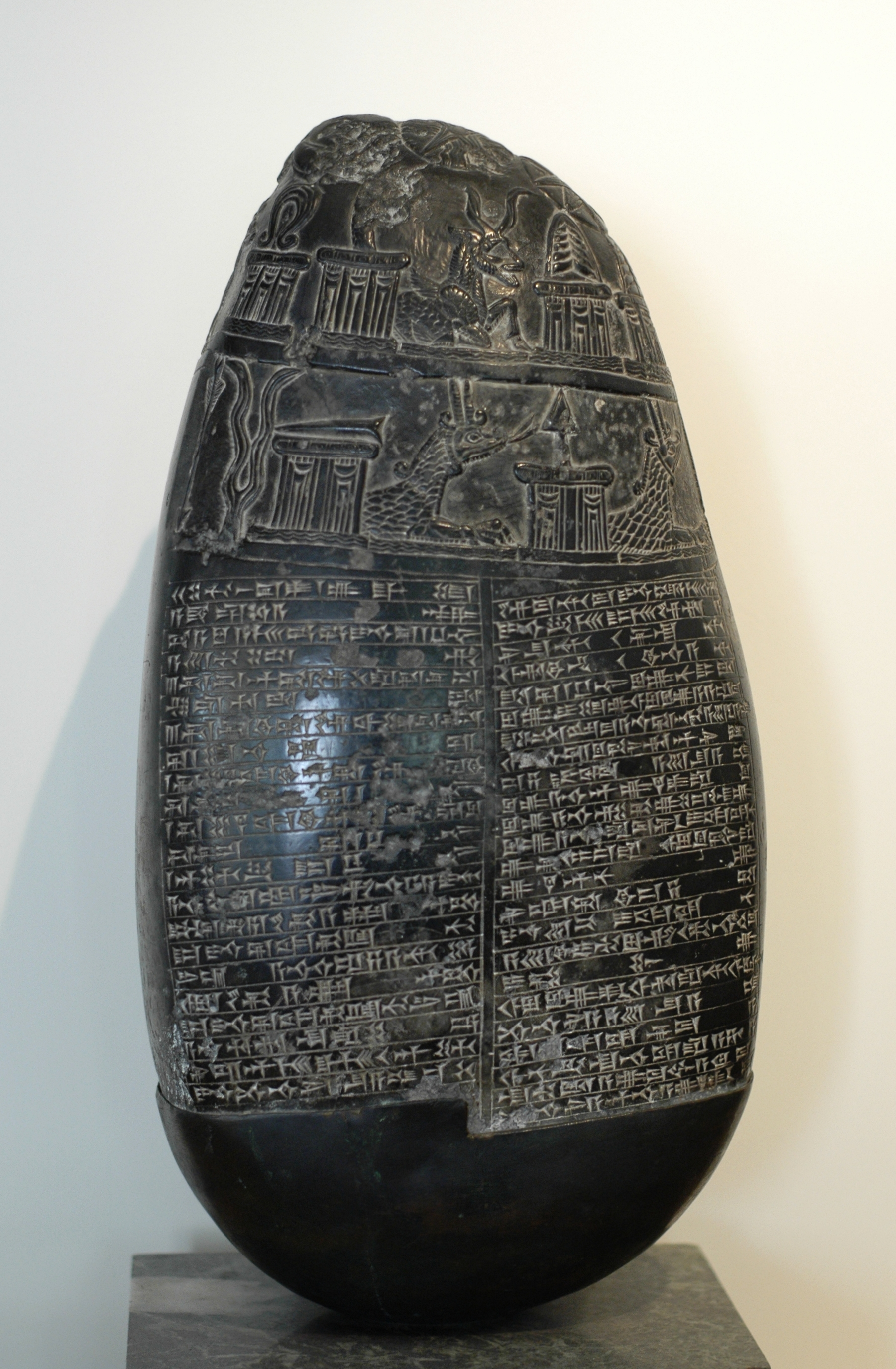
Kudurru

A kassú korban az ábrázolásokon az emberi törzset aránytalanul megnyújtották mind a pecsétlőköveken, mind a reliefeken. A figurális díszítés háttérbe szorult, a képmező főszereplője a dekoratív írás lett. Kurigalzu (Kr. e. 1435-1406) új fővárost építtetett Dúr-Kurigalzu néven (ma Aqar Auf). A város zikkuratja égetett téglából készült, romja 57 m magas. A romokból remek állatszobrocskák kerültek elő. A királyi palota falait freskók díszítették, melyek főleg a fehér-barna kontrasztra építenek; árnyalatok nincsenek.
A kassú építészet vívmányait az uruki Innin istennő szentélye (Kr. e. 1450 k.) őrzi. Homlokzatán rizalitos kiképzés helyett a tégladombormű első ismert példája található, kiégetett téglából. A templom alaprajza a megaron típus szokatlan bővítése, négy sarkán bástyák veszik körül.
A korszak sajátos műfaja a kudurru (határkő). Rajtuk megjelennek az absztrakt jelvények. A pecséthengerekről eltűnt a felirat.

## Középasszír művészet (Kr. e. 14-11. század)
A kor elején a pecséthengerek csak fúróval készültek. A pecséthengerek Nuzuban fennmaradt lenyomatai (Kr. e. 15. század) az óbabilóni téma- és formakincset használják. A fúróval vésés absztrakt formákat eredményezett. Témák: viadal emberek és állatok között, szárnyas napkorong (egyiptomi eredetű motívum), életfa, király a harci szekéren, szörnyek, sárkányok legyőzése. A képmezőt három-négyágú spirálvonal sávokra bontja, ezáltal megszűnt az egységes kompozíció. Gyakran ábrázolták Istárt meztelenül, növényággal a kezében.
Mindezt Assur terjeszkedésével az asszírok átvették, és lassan megváltoztatták. Visszatértek fúró helyett a vésőhöz, a formák egyszerűbbé váltak, a kompozíció ismét egységes lett.
Assur teljes egészében kiépült. Magasabban fekvő északi része a palota- és templomnegyed helye, délen lakóházak. A legjellegzetesebb épület Anu-Adad temploma. Két párhuzamosan futó kultikus helyisége egy-egy kisebb zikkurat között helyezkedik el, előtte udvar, amihez kis cellák csatlakoznak. I. Tukulti-Ninurta ideiglenes székhelyet épített ki Assur közelében, Kar-Tukulti-Ninurta várost. A várost geometrikus alaprajz jellemzi, tehát biztosan nem történelmileg alakult ki.
Az ötvösművészet emlékei aranyszálból sodort és domborított lemezből készült ékszerek és függők.

## Középbabilóni művészet (Kr. e. 12-9. század)
A középbabilóni művészet a kassú kor örökségét folytatta, ugyanakkor jelentős asszír hatás is érte. A kudurruk stílusa egyszerűsödött. A pecséthengerek motívumszegények, fő téma pálma-életfa, két oldalán állatokkal és a kocsijelenet. Gyakori a két sávra történő felosztás, a feliratok eltűnnek róluk. A középbabilóni művészet önállót nem alkotott, alkotásai az előző korszakokéhoz képest erőtlenek. A Kr. e. 9. századtól önálló babilóni művészetről nem is lehet beszélni, az alkotások teljesen az asszír művészet jegyeit viselik magukon.

## Újasszír kor (Kr. e. 9-7. század)

### Építészet

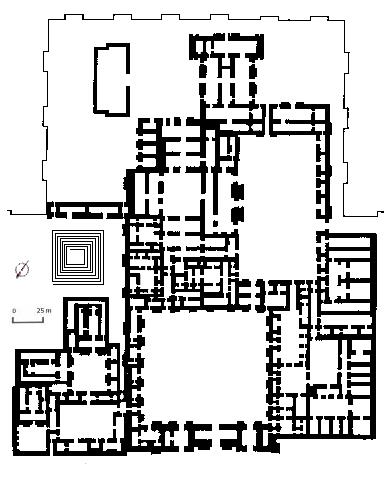
Dúr-Sarrukín (Khorszábád) alaprajza

A középbabilóni időkben az asszír művészet stagnált. A birodalom terjedésével művészetük azonban felvirágzott. Az építészetben újat nem hoztak, a paloták, lakóházak és templomok alaprajzai hagyományosak, a méretek azonban jelentősen megnövekedtek. A paloták erődítményszerű komplexumok. A trónterem egy külső és egy belső udvar között állt, rendszerint centrális tér volt. Assur a korban már nem főváros, hanem a királyok temetkezési helye, boltozatos sírok épültek. A főváros felváltva Kalhu és Ninua (Nimrud és Ninive) voltak, időlegesen Dúr-Sarrukín (Horszábád). E helyeken összpontosult a királyi építtető tevékenység. A paloták bejáratát hettita mintára kb. 4 m magas, szárnyas, emberfejű bikák (lamasszuk) védték. II. Sarrukín idején terjedt el az észak-szíriai eredetű hilani típusú ház (bít hilani). Ennek jellegzetessége a kapuzat: hosszú, téglalap alakú fedett előépítmény, homlokzati nyitott oldalán oszlopokkal.

### Síkművészet
A paloták falait freskók díszítették. A freskófestés hagyományát és stílusát is a középasszír korból vették át. A legnevezetesebbek Dúr-Sarrukínból és Tell Ahmarból kerültek elő. A királyi hadjáratokat ábrázolják, a színek természetesek (de találni például kék lovat). A figurális festményeken kívül jelentősek a geometrikus elemekből szőtt frízek is. A festészet új ága a zománcfestészet, amit ekkor még csak kisebb méretekben használtak, fazekasagyag vagy tégla alapon.
A paloták falain a Kr. e. 9. században, Assur-bán-apli idején jelentek meg a paloták nyilvános termeinek falain az ortosztát-reliefek. Ez az asszíroktól elterjedt művészeti ág az asszír művészet reprezentatív műfaja. A korai emlékeken a vonalakat vésték, a felület alig emelkedik ki, így rajz benyomását kelti. A 8. század közepére a relief még laposabb lett, ezt követően a reliefek stílusa uralkodóról uralkodóra változott. Minden uralkodó reliefeken örökítette meg hadi tetteit. Assur-ah-iddina (Kr. e. 681-669) egyik elődjének reliefjeit hátlappal kifelé építtette be palotája falába, hogy új vésésekkel láttassa el, erre azonban halála miatt nem került sor. Ebből feltételezhetjük, hogy a művészek a falon véstek, léptékarányos minták alapján. A reliefeket festették. A királyi fogadótermek falain az asszír sereg győzelmeit, a hadi felvonulást, ütközetet, íjászatot, az ellenség üldözését, az elfogottak megnyúzását, lefejezését örökítették meg, az idegen követek megfélemlítésére. Más helyiségekben a királyi vadászatokat ábrázolták. A reliefművészet egyéb alkalmazása a király vagy vezér képmásával ellátott sztélék, melyek a Kr. e. 8. századtól terjedtek el különösen, a meghódított területek magasabb pontjain hirdették az asszírok hatalmát. Méreteik 3 méteres magasságig terjednek. Sajátos műfaj volt a 9. században az obeliszk. Fekete kőből faragták, mind a négy oldalát többsávos dombormű díszítette. Pl.: III. Sulmánu-asaridu Fekete obeliszkje (Kr. e. 827.). Hettita mintára terjedtek el a szikladomborművek.
A domborművekből és festményekből az asszír rajzművészet szabályaira lehet következtetni. A legnagyobb felületek törvényét alkalmazták, de nem mereven, ügyeltek a mozgás dinamikájára. A kompozíciós elv: az ábrázolandó eseményt egy-egy jelenetben bontották ki, az eseménysort mozzanatokra bontották; a cselekmény időbeliségét akarták síkba vetíteni. A képsor tagolatlan, folyamatos. A térbeli mélységet egymás fölé helyezéssel érzékeltették. Néha kiterített síkokat is alkalmaztak (nádasban haladó csónak: csónak oldalnézetből, körülötte a nádszálak sugárirányban). Az emberi test anatómiájára ügyeltek, az izmokat és inakat pontosan kirajzolták.

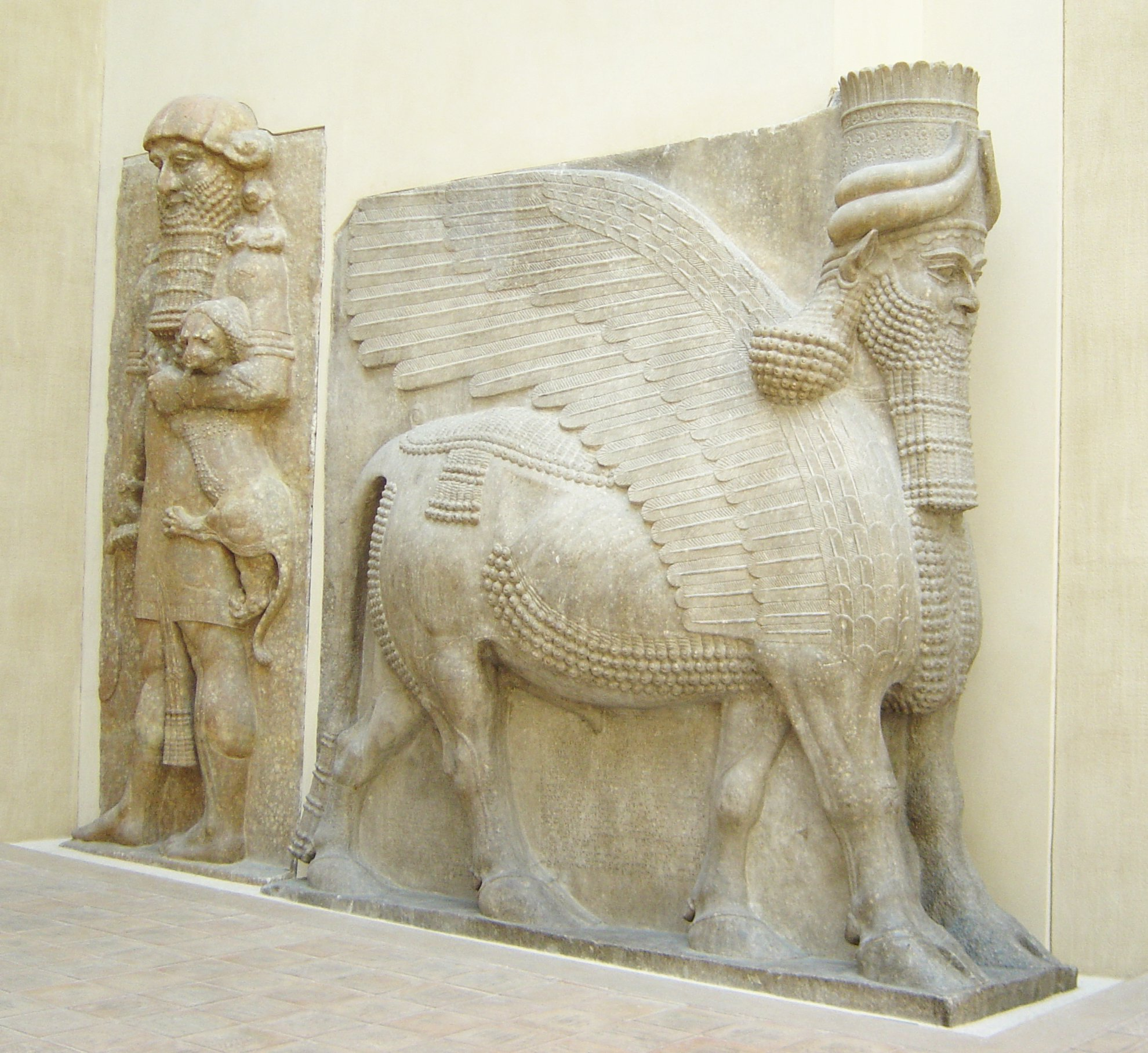
Lamasszu Dúr-Sarrukínból (Louvre)
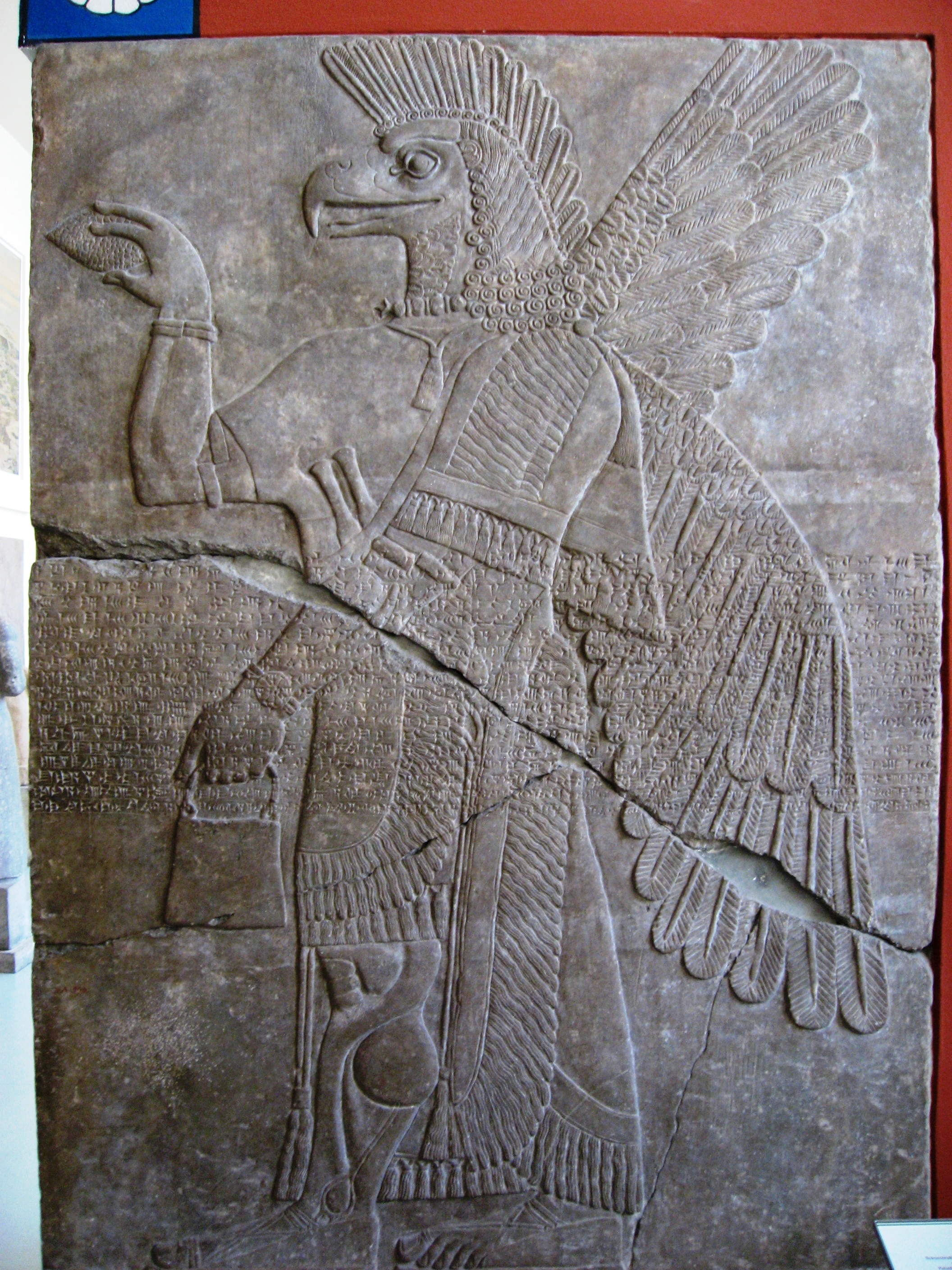
Szárnyas ún. „géniusz” (Berlin, Pergamon Múzeum)
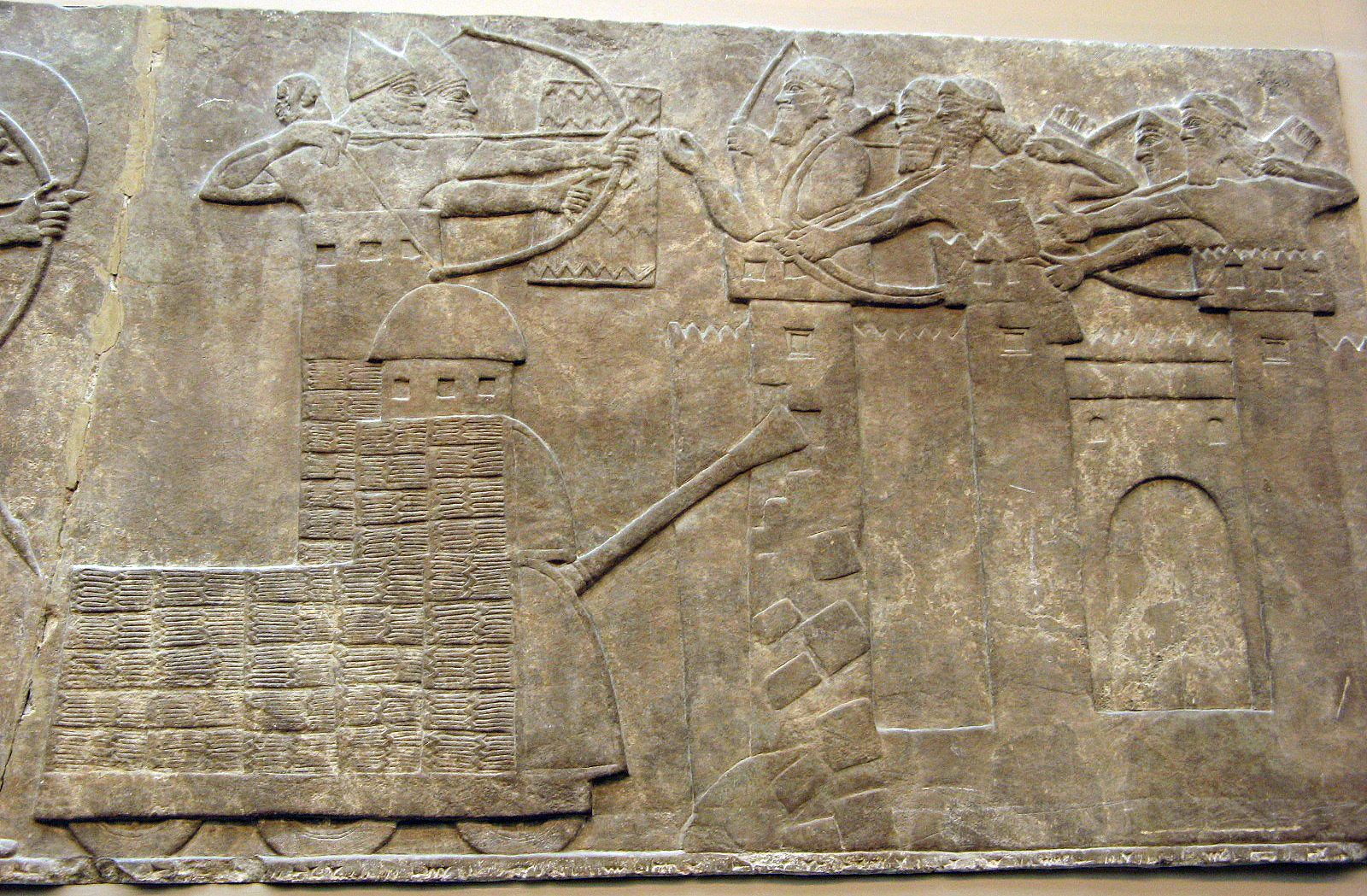
Ostromgépezet
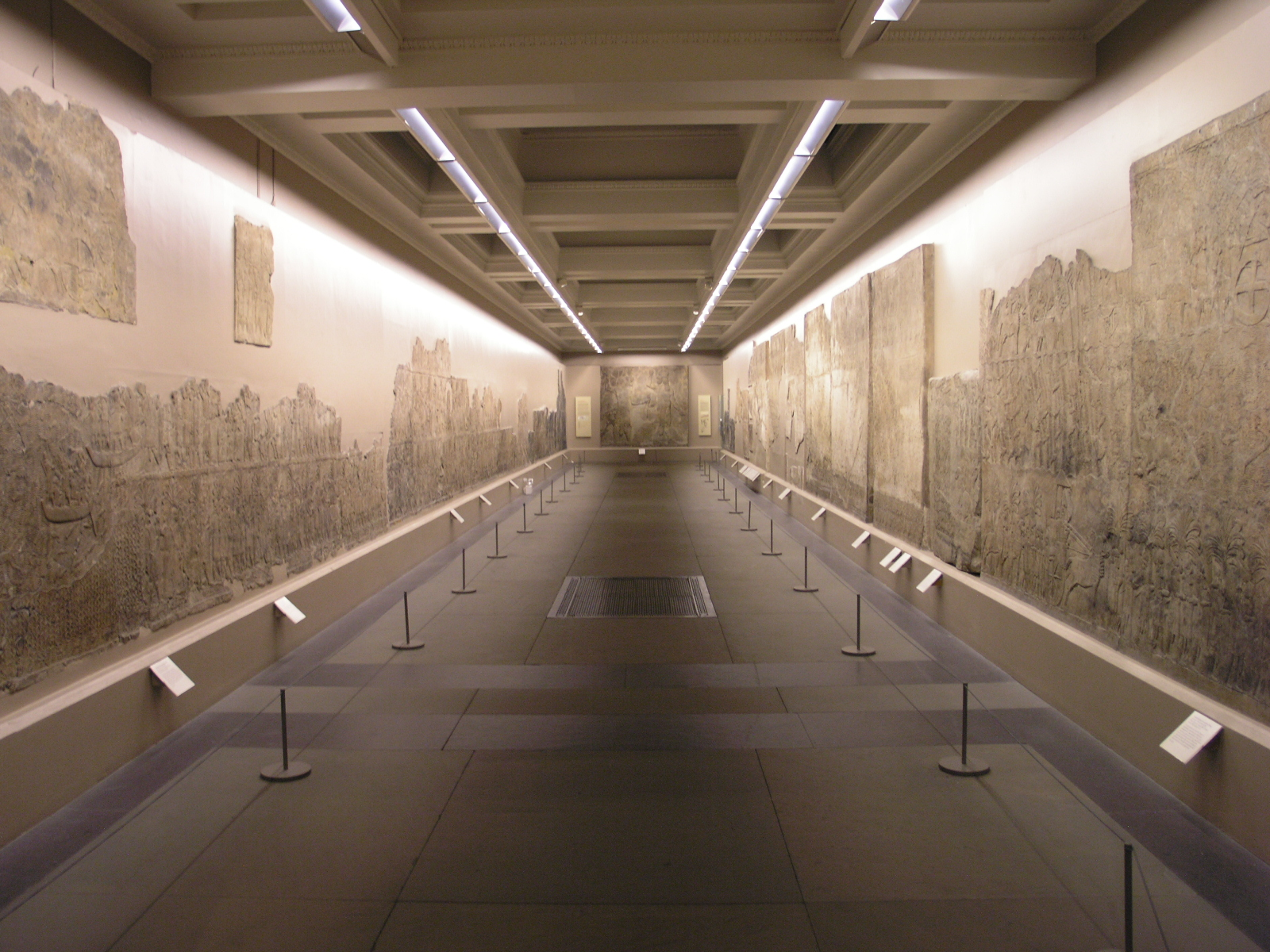
Ninive, Szín-ahhé-eríba palotájának reliefjei (British Museum)

### Kerekszobrászat, fémművesség
A körplasztika erősen lehanyatlott a korban. A hengerformától nem tudtak elrugaszkodni.
Magas művészi színvonalat hordoz az asszír fémművesség egy sajátos ága. Fémlemezen domborítással reliefet képeztek ki, ezzel bútorokat, kapuszárnyakat díszítettek. E műfaj ép emléke Imgur-Enlil (ma Balawat) templomának és palotájának bronz verete, melyet III. Sulmánu-asaridu készíttetett (London, British Museum). A kaput hat sávban fedte domborítás, mindegyik sávon 27 cm magas szalagon két-két képsor fut végig. A veret a király hadjáratait örökítette meg az orthostatés-reliefek stílusában.
Hanyatlott a pecséthenger-vésés művészete. Új témát már nem tudtak kitalálni, ezért a régieket ismételték. Metszett, fúróval képzett és forgó csiszolókoronggal alakított vonalas stílusok különülnek el. A témák érintkeznek a paloták domborműveinek témáival.

### Iparművészet
Az iparművészeti ágakról a reliefek alapján lehet képet alkotni. A textilek kedvelt díszítőeleme növényi ornamentika. A bútorok fából, fémből, bőrből, vászonból és ezek kombinációiból készültek. A székeket gyakran díszítették elefántcsont-faragásokkal, melyek azonban többnyire a föníciai művészet termékei. Aranylemezzel is fedték őket.
Ninua (Ninive) lerombolásával (Kr. e. 612) és Asszíria végső bukásával (Kr. e. 604) az asszír művészet megszűnt, a palotákat feldúlták a babilóniaiak.

## Késő babilóni művészet (Kr. e. 625-539)

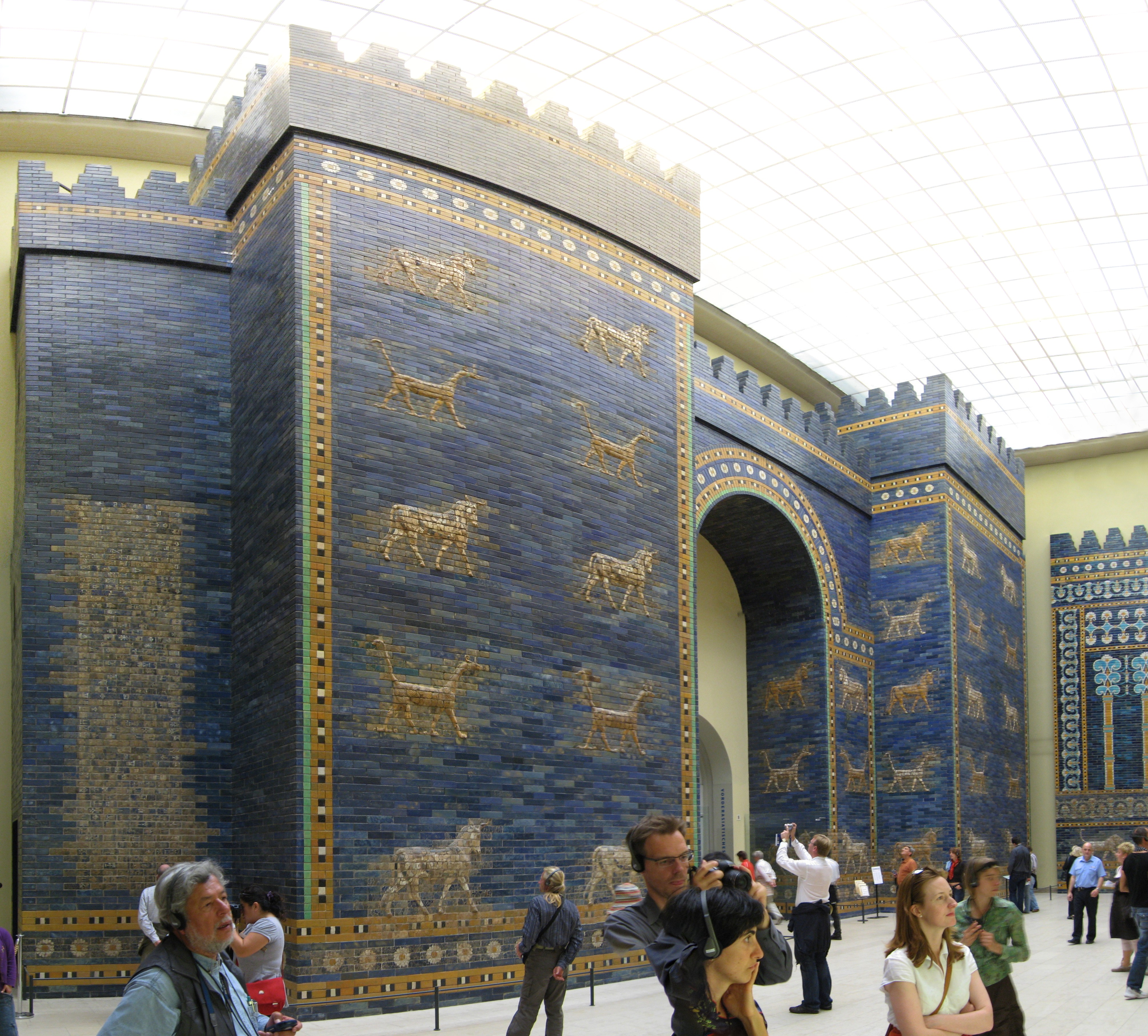
Az Istár-kapu (Berlin, Pergamon Museum)

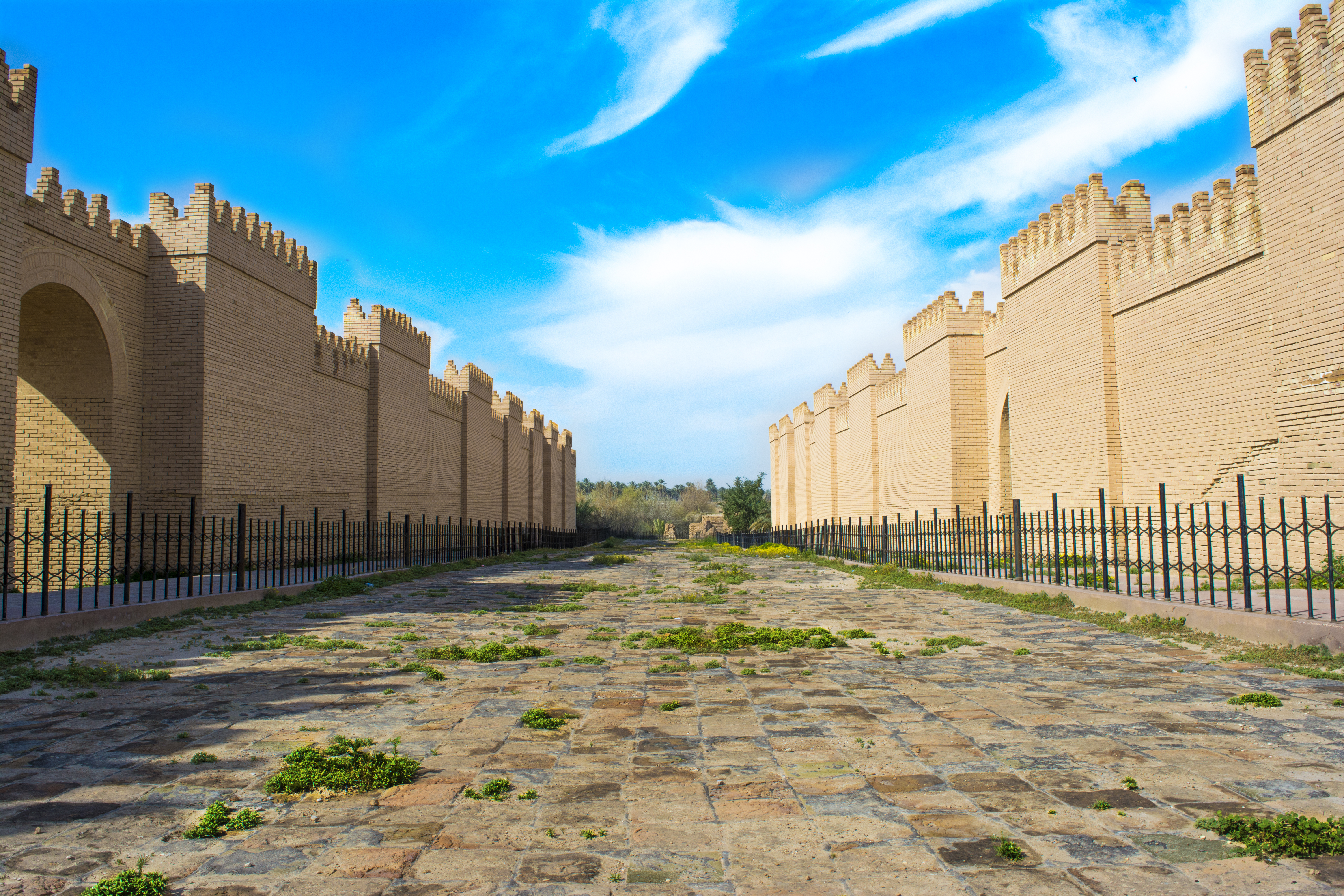
Babilon rekonstruált falai

Az asszírok után felemelkedő Újbabiloni Birodalom művészetét tudatos archaizálás jellemzi. Új életre akarták kelteni Babilón régi fényét: az írásjegyeket a régi formákhoz igazították, gyűjtötték a régi királyok építkezéseinek emlékeit, sőt ásatásokat is kezdeményeztek (Nabú-naid, élt Kr. e. kb. 556-539 közt), régi sztélékből múzeumot rendeztek be.
Jellemző a régi mezopotámiai építészeti hagyományok tiszteletben tartása: a templomok és paloták fehérre meszelt külső falait csak a bemélyedések és kiugrások váltakozása tagolta. Minden építkezéshez továbbra is vályogot használtak. 
Az építészet hagyományait megtartották, például a zikkurat-építést. II. Nabú-kudurri-uszur Babilónban, Nabú-naid Borszippában, Larszában építkezett. Mivel az asszír pusztítások után a régi városképet nem tudták visszaállítani, újat kezdeményeztek falrendszerrel, széles utcákkal, terekkel, kőhidakkal. A város súlypontjába mindig a zikkurat került. A falfelületeket domborművekkel díszítették. A kassúk téglarelief-technikáját zománcfestékkel kombinálták. Ezzel alkották meg Babilón leglátványosabb emlékeit. Motívumok: sárkány, bika, oroszlán, dekoratív virágok. Mezopotámia művészetének legszebb emléke a Babilón városkapuját díszítő Istár-kapu és a hozzá vezető felvonulási út ennek a korszaknak az emléke.
Babilon városát fal vette körül, amely mögött menedéket találhatott a környék lakossága. Magát a több százezer lakosú várost igen magas és erős, kettős téglafal övezte, mely előtt árok és sánc húzódott. A várost két részre osztó Eufrátesz partjait kőpilléres híd kötötte össze. A városi erődök központja a fellegvár, paloták összefüggő rendszere volt, és részben a tulajdonképpeni városon belül, részben rajta kívül feküdt. Az egész várost átszelte a fehér és rózsaszínű kőlapokkal burkolt, egyenes „felvonulási út”, mely az Istár istennőnek szentelt északi kapunál kezdődött. Ezt a kaput bikák és mitikus szörnyek színes domborműves ábrázolásaival díszített kék csempék borították. Az út a fellegvár falai mentén Marduk templomának kerítésfalaihoz vezetett. E kerítés közepén emelkedett a templom óriási, 90 méter magas lépcsőzetes tornya, az „Étemenanki” (a biblia legendás „Bábel tornya”). Az ilyen tornyok (zikkuratu) minden babiloni városban elmaradhatatlan részei voltak a főisten templomának, és vagy háromemeletesre épültek a világ berendezésére vonatkozó mitikus elképzelések szerint (ég, föld és föld alatti vizek), vagy pedig hétemeletesre — valószínűleg a hét asztrálistenség tiszteletére. Az „Étemenanki” torony hét, különböző színű emeletből állt, kis kék színű szentéllyel a tetején, a sarkain aranyozott szarvakkal; benne őrizték Marduk isten aranyszobrát.
A pecséthenger-vésés silány maradt. A késő babilóni hengerek áldozati jeleneteket ábrázolnak.
Babilónt Kr. e. 539-ben Kürosz perzsa király foglalta el, ettől kezdve Mezopotámia művészete az óperzsa művészetnek adta át helyét.

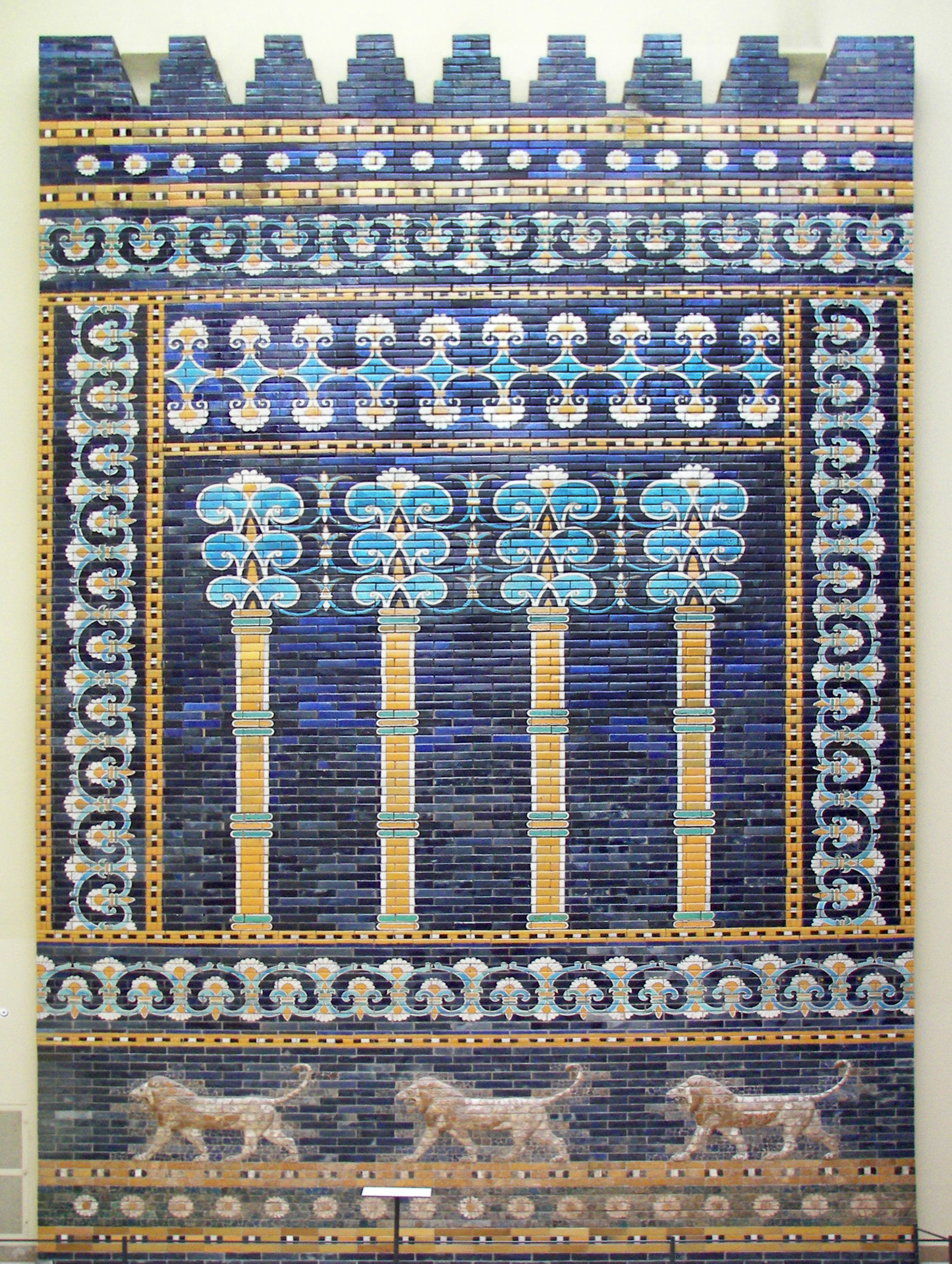
Szőnyegmintaszerű díszítés Babilónból
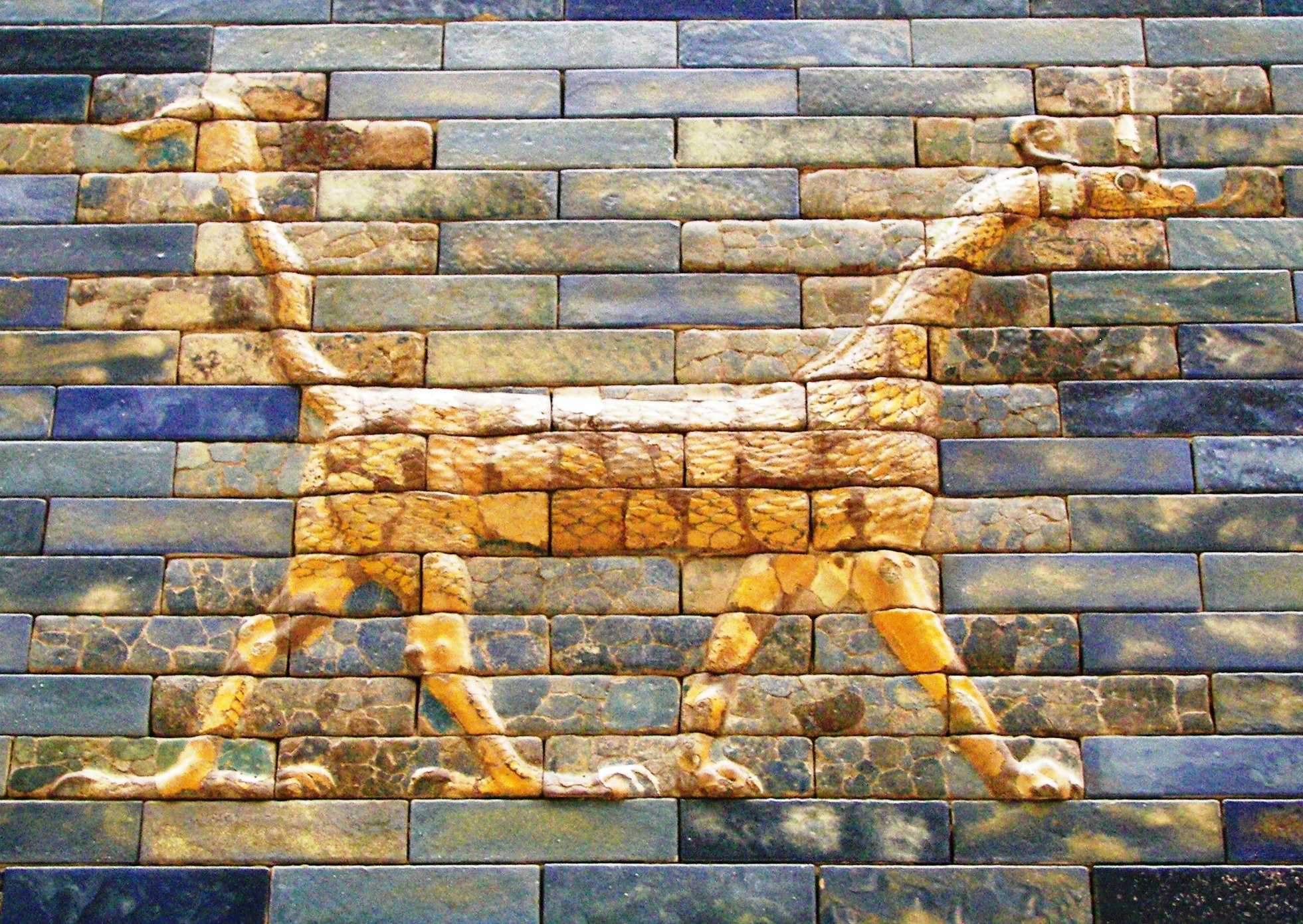
Sárkány
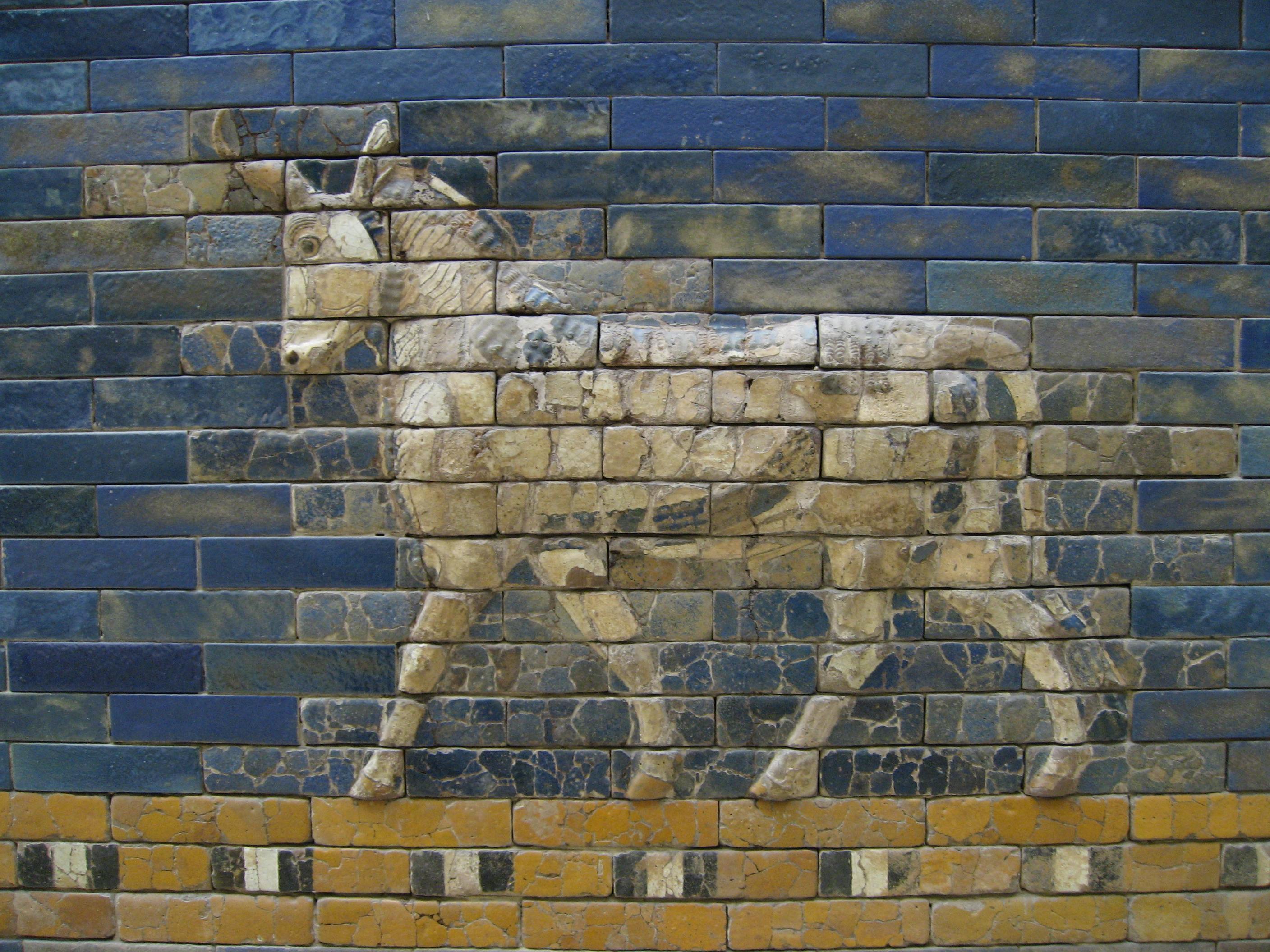
Bika
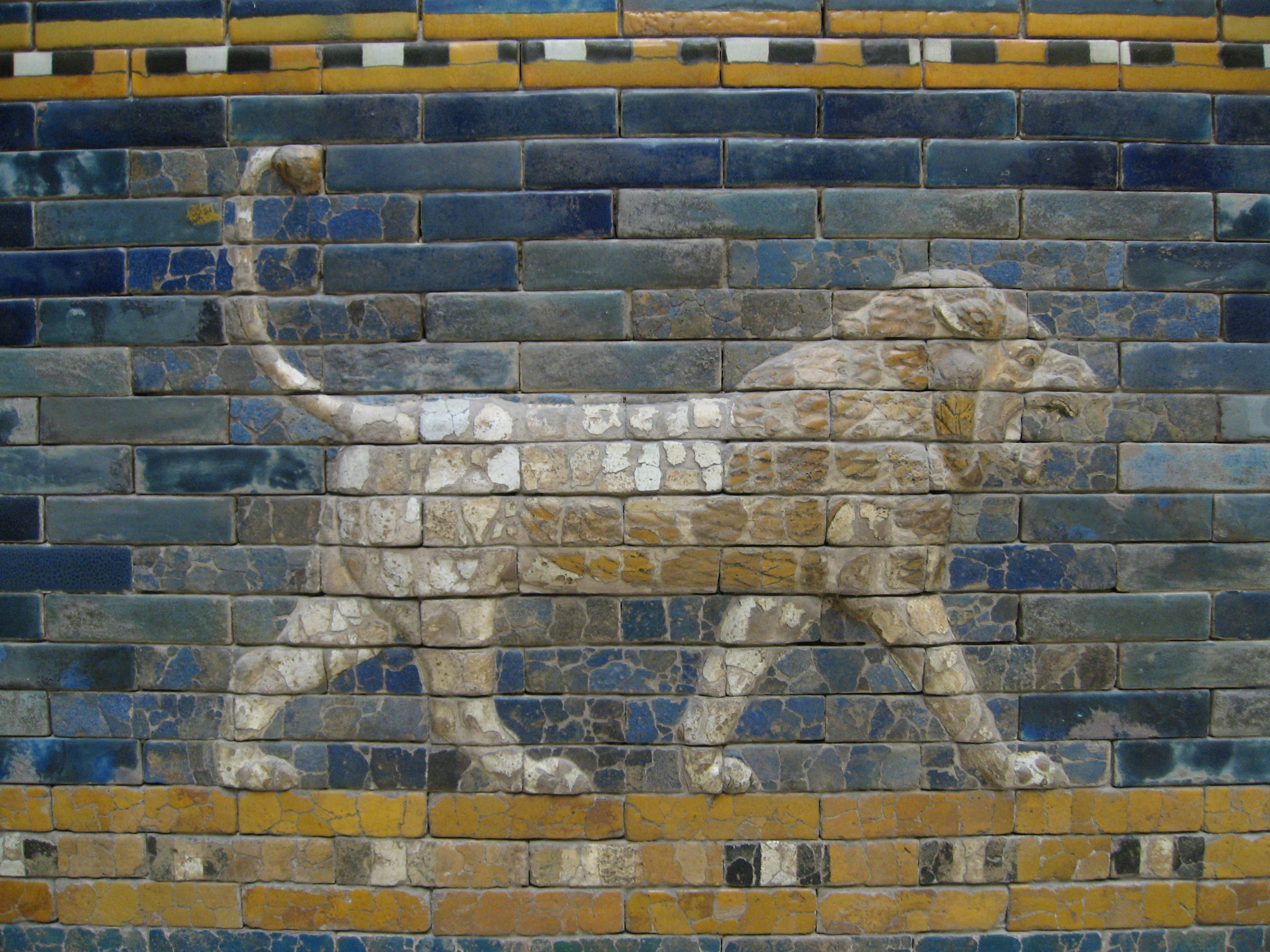
Oroszlán

## Mezopotámia művészetének felderítése
A Folyóköz művészeti emlékeiről több ókori forrás is beszámol vagy legalábbis művészeti tevékenységet tételez fel (Xenophón: Kürosz neveltetése). Ezek közül kiemelkedik a Biblia ószövetségi része, amiben beszámolnak többek közt Bábel tornyáról, és az ókori világ hét csodáját említő Szidóni Antipatrosz epigrammája, ami Szemirámisz királynő függőkertjeit említi.
Mezopotámia művészete mindig is háttérbe szorult más ókori területek mellett, mint Egyiptom, Hellasz, Etruria vagy Róma. Így kutatása és tudományos feltárása csak későn indult meg.
Mezopotámia ókori városai teljesen ismeretlenek voltak 1697-ig. Ekkor tűnt fel az első mezopotámiai műtárgy, egy késő babilóni pecséthenger Bianchi antik szimbólumokkal foglalkozó, Rómában megjelent munkájában. A 17-18. század során számos utazó tett említést itteni romokról. Az első eredményes ásatást 1843-44-ben végezték E. Botta vezetésével Dúr-Sarrukín területén. Az ásatást A. H. Layard folytatta 1845-ben, ő a várost Ninivének hitte. Jelentős ásatásokat Woolley vezetett 1922-34 között Ur területén: az első ásatáskor előkerült Ur zikkuratja, de a pénz elfogytával az ásatást abba kellett hagyni, és mire ismét megkezdhették, a zikkurat addig feltárt felső emeleteinek tégláit a környékbeliek elhordták. Iraki régészek a második világháború után kapcsolódtak be a feltárási munkába. Az 1960-as évekig több mint 2800 települést tártak fel.
A művészet történetének kutatását megnehezítik azok az elő-előkerülő műtárgyak, melyek nem az ásatásról származnak, tehát nem hitelesek. Ez azonban nem zárja ki, hogy eredetiek lennének, de hiteles, datálható alkotásnak csak azt tudják elfogadni, amit az ásatás rétegeiben találtak. A mezopotámiai művészet történetének még sok fehér foltja van. A nagyobb lélegzetű összefoglalások írását megnehezíti, hogy a szaklapokban előforduló apró tévedések, mint hogy szamár- vagy zebu foga került-e elő egy sírból, elgondolkoztatják a művészettörténészeket.

## Mezopotámia művészetének utóélete
Számos olyan motívum van Eurázsiában, amelyik visszavezethető a sumérokig: életfajelenet, állatküzdelem.
Ikonográfiailag Mesalim király buzogányához nyúlik vissza a jogarokon látható oroszlánábrázolás. A magyar koronázási jogar kristálygömbjén is oroszlánok vannak kifaragva.
Számos olyan motívum van Eurázsiában, amelyik visszavezethető a sumérokig: életfajelenet, állatküzdelem, kígyót szoptató madárlábú leány (ez utóbbi például az erdőmonostori templomból).
Az ókori keleti lakóházból, a bít hilaniból alakult ki a megaron, ebből pedig a görög templom. Mezopotámiából is eredhet ered a kerék, és valószínűleg a kocsis temetkezés szokása is. Mezopotámiában az ősi sumár államok kezdték meg az írás használatát is. Mindezek a civilizációk erőteljes fejlődését tették lehetővé.
Mezopotámia és Távol-Kelet kapcsolata még nincs egyértelműen bizonyítva, de a hasonlóság a sumer és az indus-völgyi kultúrák alkotásai között szembetűnő. A hellenisztikus művészeten keresztül az egyes elemek a középkorig fennmaradtak, mi több, a népművészetben szinte máig tovább élnek. A különféle hagyományok és kultúrarétegek olyan bonyolult szövevényt alkotnak, „amit feltárni egy élet kutatómunkája sem lenne elég.” (Székely András)

### Webhelyek
- Az ókori Kelet művészete[halott link]
- Galgóczy János: A sumír nép művészete Megjelent a Művészet című folyóirat 1903. évi 2. számában (szerk. Lyka Károly)